# Hawker Siddeley
L'Hawker Siddeley era un gruppo di aziende note per la loro produzione di aeromobili. L'Hawker Siddeley riuniva molti ben conosciuti produttori di aerei britannici, assestandosi come una delle due maggiori aziende negli anni sessanta. Nel 1977 l'Hawker Siddeley divenne una delle compagnie fondatrici della nuova British Aerospace (BAe). Nel 1993 la BAe ha venduto il settore relativo alla produzione di jet alla American Raytheon Aircraft Company (ora Hawker Beechcraft).

## Storia
La Hawker Siddeley Aircraft venne fondata nel 1935 dall'acquisto da parte della Hawker Aircraft delle aziende di John Siddeley, la Armstrong Siddeley (produzione di motori) e la Armstrong Whitworth Aircraft. A quel tempo inoltre la Hawker Siddeley inglobò la A.V. Roe and Company (Avro), la Gloster Aircraft Company e la Air Training Services. Le compagnie costituenti continuarono a produrre i loro particolari prodotti con il proprio marchio sebbene condividessero il lavoro di manifattura con l'intero gruppo.
Durante la seconda guerra mondiale la Hawker Siddeley fu una delle maggiori industrie d'aviazione del Regno Unito, producendo numerosi aeromobili, incluso il famoso aereo da caccia Hawker Hurricane, che con il Supermarine Spitfire fu in prima linea durante la Battaglia d'Inghilterra. Fu proprio durante questa campagna che gli Hurricane furono responsabili del 55% delle perdite nell'aviazione nemica.
Nel 1945 la Hawker Siddeley acquisì la Victory Aircraft di Mississauga dal governo canadese, conosciuta come Avro Canada. Durante la sua attività la Avro Canada progettò aerei del calibro del Jetliner, CF-100, CF-105 Arrow ed il VZ-9-AV Avrocar. Soltanto il caccia CF-100 entrò in produzione. Dopo la cancellazione dell'Arrow l'azienda iniziò il suo declino. Nel 1962 fu dissolta e gli assetti rimanenti dell'azienda furono trasferiti alla Hawker Siddeley Canada.